# 超越自我
超越自我是菲律賓男子音樂團體SB19的歌曲，收錄於2023年發行的第二張迷你專輯《Pagtatag!》。這首歌曲使用流行和嘻哈曲風，由SB19隊長帕布羅負責詞曲，並且和喬舒亞·丹尼爾·納斯以及西門·瑟維達共同製作，旨在表達賦權和使用金矿开采作為取得成功的隱喻，並且暗指樂團的職業生涯。這首歌曲在2023年5月19日由菲律賓索尼音樂娛樂發行，並作為第二張迷你專輯的主打單曲。
大多數音樂評論員都對這首單曲朗朗上口的歌詞表示讚賞，但也有評論員批評其單調乏味。這首歌曲登上《告示牌》世界單曲銷售榜第8名，並且在菲律賓歌曲榜登上第11名，因此這首歌曲不僅是第一首登上兩者排行榜的SB19歌曲，也是第一首登上《告示牌》世界單曲銷售榜的菲律賓音樂團體歌曲。隨後，這首歌曲發起舞蹈挑戰而在TikTok上引起一波熱潮。這首歌曲的音樂錄影帶由Kerbs Balagtas執導，描繪SB19成員開採金礦的場景。在歌曲發行之後，SB19在現場演出時亦表演這首歌曲，並且列入Pagtatag!世界巡迴演唱會的演唱歌單當中。這首歌曲獲得許多獎項，包括2024年阿維特獎的最佳電子舞曲錄音獎。

## 背景與發行
2022年下半年，菲律賓音樂團體SB19展開第一次世界巡迴演唱會「WYAT (Where You At) Tour」，巡演期間，SB19在CNN菲律賓受訪時說明他們正在製作全新音樂作品，並計畫在2023年發行。在隨後的記者會上，SB19隊長帕布羅對外透露即將發行的團體音樂作品將以一個單詞（直译：「建立」）作為主軸，而其他團員另外也表示他們將來會探索不一樣的音樂類型和生活經歷。
2023年4月29日，SB19在YouTube上發布第二張迷你專輯《Pagtatag!》的預告，並且宣布將在6月9日發行，成為自2021年發行《Pagsibol》以來全新團體音樂作品，在迷你專輯預告中，也預告在全新迷你專輯發行前會發行一首單曲，不過歌曲名稱在當時尚未公布。5月10日，SB19公布全新迷你專輯的主打單曲名稱為「GENTO」（台灣索尼音樂：超越自我），並開放在音樂串流平台預先儲存這首歌曲。5月19日，菲律賓索尼音樂娛樂對外發行超越自我，並於2024年8月16日發行SB19登上THE FIRST TAKE演唱超越自我的版本。

## 音樂與歌詞
歌曲超越自我長達3分52秒，由SB19隊長帕布羅負責詞曲，並且和他的哥哥喬舒亞·丹尼爾·納斯以及錄音製作人西門·瑟維達共同製作這首歌曲，其中西門·瑟維達在先前曾和SB19共同製作迷你專輯《Pagsibol》，而來自南韓Knob Sound的許彰久（허찬구）負責做這首歌曲的混音和母帶後製。
從音樂上來看，超越自我混合流行和嘻哈兩種風格來塑造歇段性電子舞曲，有些記者將這首歌曲描述為一首電子流行舞曲，在製作上搭配拍打聲和強勁的低音節奏。這首歌曲的歌詞以賦權為主題，其靈感來自“變革”，並暗指SB19的職業生涯。這首歌曲傳達這樣一個訊息，說明透過致力於小而漸進的任務來獲得成功，並將其與開採和提煉黃金的過程進行比較，尤其這一句歌詞（直译：「這樣的寶藏不是唾手可得！」）表明「成功如何」與「挖掘成功」同樣嚴格。另外，這首歌曲在歌詞中融入文字遊戲，將單詞（直译：「黃金」）和另一單詞（直译：「就是這樣」）組成一個單詞「gento」（在查瓦卡諾語直译：「就是這樣」），並於這首歌曲的副歌中與其他類似的詞語一起使用。

## 評價與商業表現
超越自我獲得許多音樂評論員的普遍好評，在發行之後，超越自我因為其歌詞文字遊戲而被稱為朗朗上口的歌曲。《Nylon Manila》記者拉斐爾·包蒂斯塔補充說，超越自我在充滿趣味的同時也傳達鼓舞人心的訊息，並且對這首歌曲的抒情性和押韻詞的運用給予正面評價：「……毫不費力地將、『bento』以及『gento』編織到歌詞中。」《Daily Tribune》提到超越自我強調SB19的力量和多才多藝，也提到SB19繼續以其非傳統的聲音和無限的才華來測試並突破極限。為《Mega雜誌》撰稿的克拉林·賈南讚揚男團SB19的唱功和饒舌，稱他們將其提升到“更高的水平”，而超越自我的歌詞體現英語和他加祿語之間的無縫過渡，進一步增強這首歌曲的吸引力。《菲律宾公告牌》記者加布里埃爾·索洛格讚揚SB19「自信滿滿」，並且認為超越自我作為《Pagtatag!》的開場曲產生很大的影響。在一份評論中，《菲律賓公告牌》將超越自我評為最熱門的SB19歌曲之一，並描述這首歌曲比上一個音樂作品更有趣且有凝聚力。然而這首歌曲因整首歌的能量單一而受到批評，使其顯得「單調」。儘管如此，超越自我仍被CNN菲律賓入選為「2023年最佳菲律賓流行歌曲」之一。
在商業表現方面，超越自我成為第一首登上兩個《告示牌》音樂排行榜的SB19歌曲，而《菲律賓每日問詢報》記者艾倫·波利卡皮奧認為這樣的商業表現對於SB19來說是「巨大的成功」。超越自我在2023年6月3日當周的世界單曲銷售榜登上第8名，在2023年6月17日當周的菲律賓歌曲榜登上第17名，並於2023年6月24日當周的菲律賓歌曲榜躍升至第11名，由於這首歌曲在《告示牌》世界單曲銷售榜佔有一席之地，因此SB19成為第一個獲此殊榮的菲律賓音樂團體。在串流方面，超越自我在發行後兩個月於Spotify和YouTube取得總計超過3千萬次串流量。

## 獲獎與提名
超越自我在諸多頒獎典禮獲得音樂獎項，2023年，這首歌曲在TikTok菲律賓頒獎典禮獲得年度歌曲獎，菲律賓索尼音樂娛樂在當時把這首歌曲提名到第66屆葛萊美獎最佳流行組合/團體表演獎，不過最終未能獲得官方提名。2024年，這首歌曲在Wish 107.5音樂獎獲得年度流行表演獎，並且在《Nylon Manila》Big Bold Brave Awards獲得Z世代熱門歌曲獎。另外，這首歌曲在2024年阿維特獎入圍七項，包括年度製作、年度歌曲、最佳團體表演、最佳流行錄音歌曲、最佳編曲、年度音樂錄影帶以及最佳電子舞曲錄音，並且獲得其中兩項，而這首歌曲在第16屆PMPC紅星音樂獎上獲得年度歌曲以及年度錄製舞曲獎項。
| 頒獎典禮                              | 年份 | 入圍獎項         | 結果 | 參考          |
| ------------------------------------- | ---- | ---------------- | ---- | ------------- |
| 阿維特獎                              | 2024 | 年度製作         | 提名 | [ 34 ] [ 35 ] |
| 阿維特獎                              | 2024 | 年度歌曲         | 提名 | [ 34 ] [ 35 ] |
| 阿維特獎                              | 2024 | 最佳團體表演     | 獲獎 | [ 34 ] [ 35 ] |
| 阿維特獎                              | 2024 | 最佳流行錄音歌曲 | 提名 | [ 34 ] [ 35 ] |
| 阿維特獎                              | 2024 | 最佳編曲         | 提名 | [ 34 ] [ 35 ] |
| 阿維特獎                              | 2024 | 年度音樂錄影帶   | 提名 | [ 34 ] [ 35 ] |
| 阿維特獎                              | 2024 | 最佳電子舞曲錄音 | 獲獎 | [ 34 ] [ 35 ] |
| 《Nylon Manila》Big Bold Brave Awards | 2024 | Z世代熱門歌曲    | 獲獎 | [ 33 ]        |
| PMPC紅星音樂獎                        | 2024 | 年度歌曲         | 獲獎 | [ 36 ] [ 37 ] |
| PMPC紅星音樂獎                        | 2024 | 年度錄製舞曲     | 獲獎 | [ 36 ] [ 37 ] |
| TikTok菲律賓頒獎典禮                  | 2023 | 年度歌曲         | 獲獎 | [ 29 ]        |
| Wish 107.5音樂獎                      | 2024 | 年度流行表演     | 獲獎 | [ 32 ]        |

## 宣傳
2023年5月19日，在超越自我發行音源時，由Kerbs Balagtas執導的超越自我音樂錄影帶於YouTube對外公開。這部音樂錄影帶以粗獷的主題為特色，描繪SB19成員在一個大採石場中尋找黃金和跳舞的場景，其中傑伊·約瑟夫·羅塞斯瓦萊斯為這部音樂錄影帶構思舞蹈編排，而SB19亦和造型師雙人組內里克·貝爾特蘭和雷南·帕克森合作，來為這部音樂錄影帶打造出類似礦工的訂製造型。雷南·帕克森在接受《馬尼拉公報》採訪時提到，他從傳統的Levi's服裝中汲取靈感，將該品牌的採礦歷史作為一個要素，並使用人工智慧來設計符合這部音樂錄影帶風格的造型。後來，SB19透過Vevo發布超越自我現場表演錄影帶。

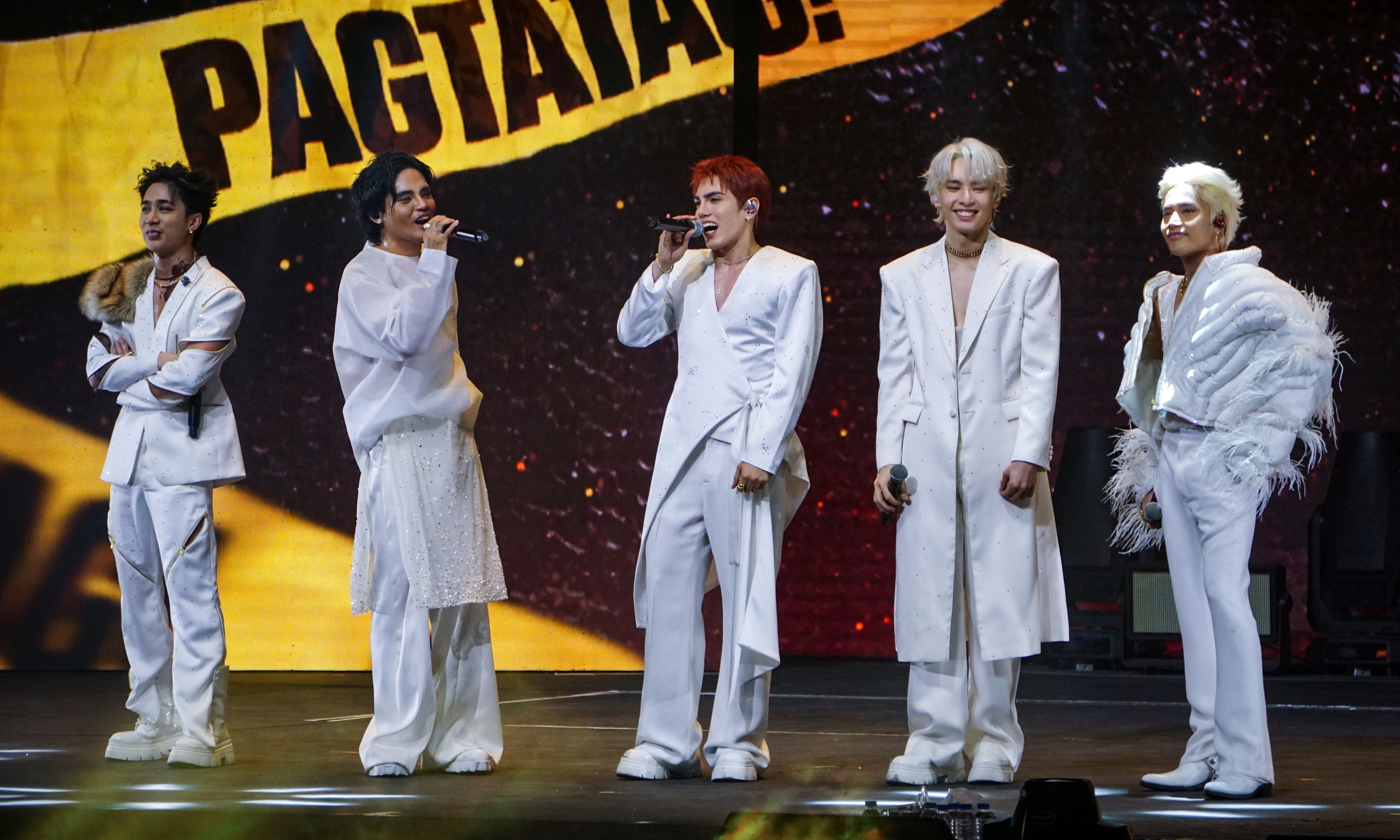
在進行「Pagtatag!世界巡迴演唱會」表演的SB19，以做開場

SB19透過現場表演方式來宣傳歌曲超越自我，在2023年5月21日於午間綜藝節目《All-Out Sundays》首次表演這首歌曲，在「Wish 107.5巴士」登場時亦重新演繹這首歌曲，並且將這段表演發佈到YouTube。在2023至2024年舉行第二次世界巡迴演唱會「Pagtatag!」期間，SB19將超越自我選定為每個巡迴場次的開場歌曲。在美國，SB19於洛杉磯好莱坞大道和紐約時代廣場進行超越自我街頭表演，並且在2023年8月2日和9日分別登上美國電視節目《KTLA Morning News》以及《Good Day New York》表演超越自我。當SB19在2023年亞洲明星盛典獲得最佳藝人獎時，他們亦在頒獎典禮現場帶來超越自我等組曲表演。2024年3月31日，SB19再次登上《All-Out Sundays》表演這首歌曲，並且在Aurora音樂節以焦點卡司身份登台表演這首歌曲。到2024年7月1日，SB19登上THE FIRST TAKE表演這首歌曲，並於2024年11月2日登上台灣音樂選秀節目《原子少年2》表演這首歌曲。
超越自我一經發行，成為影音分享平台TikTok的熱門歌曲之一，包括一些網絡紅人和名人等使用者陸陸續續發布他們跳起超越自我副歌舞蹈的相關影片，進而引發一系列舞蹈挑戰。根據統計，這首熱門歌曲在該平台總計超過170萬支影片被使用，因此這樣的熱潮有助於將SB19的影響力擴大到全球多個地區，包括美國和亞洲及非洲部分地區。

## 爭議
在2023年6月10日播出的一集午間綜藝節目《It's Showtime》當中，一名參賽者於該節目的遊戲環節要求在舞台上跳超越自我，然而節目工作人員拒絕在節目中播放這首歌曲，這讓節目主持人維斯·簡達和安妮·柯蒂斯大吃一驚。維斯·簡達開玩笑地表示，現在在節目上播放這首歌曲需要付版權費，而安妮·柯蒂斯則回應道：「真的嗎？在節目上播放這首歌曲難道不是對音樂產業的一個很好的推廣嗎？……真可惜。」
在這次事件之後，許多社交媒體使用者在網路上批評SB19，其中有一些使用者描述他們很「貪婪」，Twitter使用者對此表示擔憂，並開始討論有關音樂版稅和主持人言論，縱使讓「尊重本土藝術家」（respect local artists）這個短語在平台上流行起來，而歌手薩姆·康塞普西翁和錄音製作人Thyro Alfaro也在線上參與討論，並且對SB19表達支持。

## 製作名單
以下名單由ABS-CBN新聞提供。
- SB19 – 主唱
- 帕布羅（英语：Pablo (Filipino musician)） – 詞曲、製作
- 喬舒亞·丹尼爾·納斯 – 製作
- 西門·瑟維達 – 製作
- 許彰久 – 混音、母帶後製

## 榜單成績
| 排行榜（2023年）                 | 最高 排名 |
| -------------------------------- | --------- |
| 菲律賓（《告示牌》菲律賓歌曲榜） | 11        |
| 美國（《告示牌》世界單曲銷售榜） | 8         |

## 發行歷史
| 地區 | 日期          | 格式              | 版本                 | 廠牌               | 參考          |
| ---- | ------------- | ----------------- | -------------------- | ------------------ | ------------- |
| 全球 | 2023年5月19日 | 數位音樂下載 串流 | 原版                 | 菲律賓索尼音樂娛樂 | [ 9 ] [ 11 ]  |
| 全球 | 2024年8月16日 | 數位音樂下載 串流 | THE FIRST TAKE演出版 | 菲律賓索尼音樂娛樂 | [ 10 ] [ 62 ] |